# シルバー事件25区
『シルバー事件25区』は、グラスホッパー・マニファクチュア開発の携帯アプリ型3Dアドベンチャーゲーム。1999年にPlayStation向けに発売された『シルバー事件』の続編で、ディレクターは前作と同じく須田剛一が務めている。
2005年10月3日、元気モバイルのアプリサイトより配信開始。2007年3月1日に配信を一旦終了し、同年12月以降はアドベンチャーポータル（株式会社ライブウェア）で配信されている。2009年3月27日には解像度を640x480ピクセルに向上させた『シルバー事件25区VGA』が配信されたが、同年、配信を停止している。
2018年3月14日にはPC向けのHDリマスター版がSteamで配信開始。3月15日には日本一ソフトウェアより前作と併せて収録されたPlayStation 4用ソフト『シルバー2425』が発売された。2021年2月18日にはNintendo Switch版『シルバー2425』が発売された。

## 物語
舞台は架空の国家「カントウ」に所在する国家経済行政特別自治区「25区」。前作の舞台となった「24区」の構造的瑕疵を解決した上でアップグレードを行い、完璧な理想管理社会を目指して開発された新興都市である。ここに立地する、超高層マンションで構成される約9万世帯が暮らす集合住宅地「ベイサイドタワーランド」（以下タワーマンション）の一室である女性が殺害されたのを皮切りに、25区では奇妙な事件が頻発する。[correctness]・[matchmaker]・[placebo]の三つの物語が展開し、三者三様の視点で事件を追う。
[correctness]　シロヤブ モクタロウ編
シロヤブ、クロヤナギら25区凶悪犯罪課の面々は、通報を受けタワーマンションに急行する。彼らが目にしたのは天井に撒き散らされた大量の血痕と、全く外傷の無い女性の変死体であった。
そこで出会った殺し屋「配達屋」との死闘、そして関係者たちとの接触を経て、事件はより混迷へと向かっていく。
[matchmaker]　ツキ シンカイ編
25区を管理する非公式行政組織、地域調整課に属するツキは、後輩のオオサトと共にタワーマンションで起こった非調整対象者の死の原因を探る。
しかしオオサトの判断ミスによって重要参考人を殺してしまったことを皮切りに、2人もまた、狙われる立場となる。
[Placebo]　モリシマ トキオ編
かつて24区で起こった一連の事件を深く知る男・モリシマトキオは、25区に停泊するボートで目を覚ます。
記憶は部分的に欠落し、かろうじて「タワーマンションで起きた一連の死の真相を探れ」という謎の男による命令を思い出す。
メッセンジャーツール越しに行われる相棒「スラッシュ」との駆け引き、エロチャットを通じた「ミル」とのやりとりの末、トキオは自分を取り巻く陰謀と対峙する。

## 登場人物

### 警察・凶悪犯罪課関係者
伝染性の凶悪犯罪を抹消する為に中央警察が発足させた組織。「処分」の名の下に、犯罪者の即時処刑を許されている。25区での活躍を期待される一方、成熟し犯罪率が激減した24区ではその存在意義を疑問視されている。
ウエハラ
凶悪犯罪課に配属された新任捜査官。同時に、コウサカによって送り込まれた特務官でもある。一切の台詞を発さず、その目的や正体は不明。
前作のシルバー事件でのデカチンのような立ち位置であり、プレイヤーは多くの場合、このウエハラの視点を介して物語を読み進めることになる。
シロヤブ モクタロウ
[correctness]主人公。凶悪犯罪課に属する若手刑事で、真っ白な長髪が特徴。先輩にあたるクロヤナギには「ジャブロー」という愛称で呼ばれるが、本人はその名で呼ばれる事を嫌っている。元々は地方署の出身。浪費癖あり。
24区にも関わる重大な秘密を持っており、また、『シルバー事件』での主要人物である「クサビテツゴロウ」とも面識がある。
本人曰く童貞で、物語終盤でもそれゆえに死ぬ気がないことを間接的に表明しているが、作中では女性の殺し屋に襲い掛かり、強姦していることを暗示するような描写もある。
クロヤナギ シンコ
シロヤブの先輩に当たる凶悪犯罪課捜査官の女性。傲慢な性格や粗野な発言、型破りな行動から、「和製ダーティハリー」と呼ばれ恐れられている。公務員にもかかわらず、エロチャットやレースクイーンなど様々な副業に精を出しているが、何故かバレていない。シロヤブ曰く、七夕の時の願い事は「リボルバーの似合う刑事になる」だったそうだが、凶悪犯罪課ではリボルバーの携行は禁じられているため、先述の副業の一つとしてバウンサーのバイトをしているという。
一方で捜査官としては優秀であり、シロヤブにとっては「こういう時、クロさんならどうする？」と自問するほどに行動の指針となっている。
サカキ ヒナ
凶悪犯罪課捜査官。ショートカットの現代的若者。
アオヤマ
凶悪犯罪課捜査官。コンビを組むアカマを深く信頼している。
アカマ
凶悪犯罪課捜査官。小太りでメガネをかけた男。
ハトバ
凶悪犯罪課課長。25区で発生した奇怪な事件に対し、管理者として各捜査官に指示を出す一方、自身もコウサカの元に出向き真相を探る。
ヒロオカ
法医学センターに勤務する中年検死官。若い女性からは「ヒロくん」と呼ばれ親しまれている。趣味はスナッフフィルムの収集。
コダイ スミオ
本作における[Transmitter］主人公。24区凶悪犯罪課捜査官。前作のある事件をきっかけに刑事の職を離れていたはずだが、どのような経緯で凶犯課に復帰したかは不明。
スミオの登場するエピソードでは直接姿を現す事はないものの、元上司のクサビ及びデカチンも名前のみ登場する。
ナツメ サクラ
24区凶悪犯罪課捜査官として様々な事件に臨んでいたはずだが、現在はコウサカと行動を共にし、本作においての位置は明らかになっていない。リパブリック隊長のナツメ ダイゴを父親に持つ。
コシミズ ヨシミツ
スミオの回想に登場する24区凶悪犯罪課捜査官。事件の特異性と彼の常識のギャップに戸惑う。
ムナカタ リュウ
24区デスファイリング特別捜査官。現在は25区にあるエビルダイバー大学病院に入院中。
クサビ テツゴロウ
『シルバー2425』の追加シナリオ「whiteout」の登場人物。シロヤブとはある場所で面識を持つ。

### 地域調整課・関係省及び郵事連（郵便事業連盟）関係者
郵政事業が総務省の力を背景に治安保全権限と実質的な支配力を持ち、影から25区区民を統制している。具体的にはトラブルの源となる不適格な区民を「調整」の名の下に抹殺するのが主な仕事。調整の実行部隊を配達屋、配達屋を指揮する人物を潜水夫と呼ぶ。上部組織に、潜水夫と配達屋を統括する地域調整課、殺人の痕跡を抹消する清掃課などの部署がある。
ツキ シンカイ
[matchmaker]主人公。地域調整課職員。24区・25区の様々な組織に関係する複雑な過去を持ち、凶悪犯罪課を激しく敵視する一方、地調課課長のキリュウに頭が上がらない。ナイフを使った調整を得意とする。占いやUMAといったオカルト好きという一面がある。
オオサト ヨウタロウ
地域調整課の新人でツキの後輩。どんな場面でも緊張感が薄く、指示を聞き間違えるなど間の抜けた性格だが、自身も知らないある秘密の為に、地調によって手厚く保護されている。
大の甘党で、スラッシュとはチャット仲間。また、パンクロックバンド「デスバレーボム」のファンである。
ナンゴウ
強面の地調課員で、ツキにとって先輩にあたる。普段はミツモトとタッグを組んでいる。調整のスタイルはステゴロ。
ミツモト
ナンゴウの相棒である地調課員。ツキより後輩にあたる。トランクの形で携行し、変形して機関銃になる珍妙な仕込み銃を使用する。
ヤブカワ
初老の地域調整課職員。潜水夫の育成や地調の立ち上げに深く関わった。
ササモト
ヤブカワと組む若い地調課員。濃い人物が揃う地域調整課の中では比較的地味で目立たない男。
キリュウ テツオ
地域調整課課長。職員一人ひとりを気にかけ、部下からの信頼も篤い男。
イチガヤ
女性地調課員。キリュウの秘書のような立場で、テキパキとした言動をとる。
カミジョウ ヤスシ
シナリオ間を跨いで数々の事件に深く関わるキーパーソンの一人。郵事連が育成した最初の潜水夫であり、ヤブカワとはいわば師弟の間柄にあった。なお、カミジョウ以外にも潜水夫はいたが、当時の潜水夫は現場仕事が多かった上に育成カリキュラムの名目で些細なクレームを入れた人間でさえ調整していったため、精神が耐えきれずに離脱する者が相次ぎ、結局カミジョウ一人になったという（この教訓から現場仕事を担う配達屋が創設されて潜水夫がその指揮を執るようになり、そして両者を統括する地調課が生まれることとなった）。
最近になって凶犯課に地調課の存在をリークするという情報が入り、機密保持のため地調上層部によって調整が決定されるが、その前に白昼の喫茶店で禁制の薬品を使い服毒自殺し、世間の耳目を一身に集める。
「GOOD LOOKING GUY」を自称するナルシストであり、テーブルトークRPGが趣味。しかし日常生活で女性の影は見られず、男色の噂もある。
カモグチ
タワーマンションを担当する潜水夫。
マエジマ
清掃課に所属する職員。ツキと親しい。
イイジマ
サカシタ
カモグチの部下の配達屋。
コウサカ ミチル
中央警察相談室相談役サカグチ ダイキチの元側近であり、その後24区凶悪犯罪課を経て、現在は役員。郵事連とも深く関与している。サングラスを掛け、前作の実直な印象と大きく異なる。なお、サカグチは数年前に他界。
ナツメサクラに好意を寄せているが、全く脈がないことを自覚している。

### オキアイ組構成員
25区造成予定地では、環境衛生地区なる理想社会に不要な暴力団などの解体が警察の介入により進められていた。オキアイ組もそうして解散した組の一つだが、その際国と交わしたある取引により、現在も水面下での活動を黙認されている。25区造成後は区の内外から集まった人材により、新生オキアイ組とでも言うべき別の組織と化している。組長は病身であり滅多に人前に出てくる事は無く、シギノが実質的に組を取り仕切る。
シギノ
オキアイ組組長の相談役。知略に長け、崩壊寸前にあったオキアイ組存続の立役者。ビンディーや白毫の位置にある黒子が特徴的。
謀略によってツキを罠にはめた経緯があり、ツキからは「過去にまとわりつく影」のような存在と認識されている。
イシキ
オキアイ組の古参組員。任侠や恩義を重視する古いタイプの極道。
ツキにとっては尊敬すべき兄貴分に当たるが、ある事件を契機にその関係は途絶えていた。
ハイジマ
シギノの腹心。自ら好んでハイジの愛称を使う。
芝居めいた言い回しを好み、物語の要所で現れては、飄々とした態度でツキ達を翻弄する。
殺し屋達
シロヤブの前に立ち塞がる七人の殺し屋。うち一人は女性。
シロヤブとの戦闘時にはRPG風のコマンド選択式ミニゲームとなる。

### 民間人・その他の事件関係者
理想社会25区に様々な事情で移り住んできた人々。
モリシマ トキオ
[placebo]主人公。元々24区の在住のライターだったが、前作でカムイ事件に深く関わり24区を離れていた。現在は何者かの用意したボート上で生活し、雇い主や自身の過去すらはっきりしないまま25区で起こる事件を調査している。
ペットのアカミミはすっかり大きくなり、最大体長とされる30cmまで成長した模様。本作のとあるイベントで誕生日は6月25日の蟹座と判明した。
死んだ人間の残留思念を感じる能力を持っている。
スラッシュ
トキオの協力者である優秀なハッカー。素性は一切不明だが、終盤ライブチャットでトキオと直接話した際に見せた顔は不似合いなサングラスを掛けた若い男性で、上半身は裸だった。
ユヅキ ミル
それぞれ字の違う三人のミルがいる。
未琉 - 通称「女神」。非合法サイト「クォーター」で一番人気を誇るライブチャットパフォーマーで、予約は今のところ一年待ち。タワーマンションの自室で何者かによって殺害され、血まみれの部屋で外傷の無い死体として発見されたことが、物語の始まりとなる。
実瑠 - 気分屋で気難しい性格の、目のパッチリとした美人パフォーマー。正体は未琉を基にした会話プログラムとCGの組み合わせ。
美流 - 実瑠と同じく、未琉のコピーとされる。
クルミザワ コウスケ
タワーマンション管理人。エレベーター内部で無惨な死体となって発見され、解剖された胃には人間の髪が残っていた。その出身や経歴などの記録のほとんどが残っていない謎の人物。
「スナックすみれ」のママ
トキオの行きつけだったバー「ジャックハマー」のあった場所にスナックを開いている。
トキオに「ヤバい男」の匂いを感じ、協力を申し出る。
ヤギサワ シュウジ
タワーマンション住人。「クォーター」の常連で、いわゆるオタク系の男。
ヤマシロ ユウタロウ
パンクロックバンド「デスバレーボム」のボーカル。ボーカルとしては「デューダ・ロウ」の名で活動していたが、ライブの最中に乱入した観客によって刺されて怪我を負う。
オカモト
25区随一の鍵の鑑定士。コンビニのトイレに鑑定所を構える。
web上にも店を構えている。
イシヅカ
アキヒコ横丁に出没する情報屋。
ジュースの自動販売機の間に置かれたゴミ箱の裏に潜んでおり、シロヤブやツキに情報を提供する。
情報の概要や、特定の人物などを、ジュースの名称を流用した隠語を用いて表現する。
エンガワ
カムイネット25上にあるカムイファンクラブ会長。旧ドイツ軍人のような格好をしている男で、着ている服のベルトを完全に締められない肥満体の持ち主。
加熱するカムイフォロワーの中で競争意識に駆られており、間接的に傷害事件を発生させた上でツキとオオサトを仲間たちと共に襲撃するが、返り討ちにあってしまう。最終的に自分以外の仲間を二人に調整された末に地域調整課に連行され、脳内情報の全てを引き出されたことで廃人となって25区内に放置された。
キララ
バイク便の少女。セーラー服にヘルメットという奇抜な格好で配達する。
チルコ
24区在住のエスパー女子高生。自らの力をもって捜査に協力する。能力を発揮する際に呪文めいた掛け声を唱える。
スターバックスが大好きで、定期的に出向かないと口調が舌足らずになる癖がある。
ナカネ キンシロウ
ウエハラに対し、25区の成り立ちと凶犯課の役割を語る謎の人物。
シモヒラ アヤメ
ウエハラ カムイと関係を持っていた女性。
ミコシバ
25区長。キャッチフレーズは「神輿を担ぐならミコシバ」。25区の区役所は絶海の孤島に建設されている。
ユキ
『シルバー2425』の追加シナリオ「YUKI」の登場人物である女子高生。
雛代駅のホームで月曜日の朝に現れる女性の亡霊に悩まされていたが、スマートフォンを駅で失くしたことをきっかけに、同様に死者が見えるという男に出会う。